# Laubwald mit dem Heiligen Georg
Laubwald mit dem Heiligen Georg ist ein Gemälde Albrecht Altdorfers aus dem Jahr 1510 und zeigt eine Szene aus der Drachentöterlegende des Heiligen Georg. Das 28 cm × 22 cm große, mit Ölfarbe auf Pergament gemalte und auf Lindenholz aufgezogene Bild gehört zur Sammlung der Alten Pinakothek in München (Inv.-Nr. WAF 2). Ein Alternativtitel ist Drachenkampf des heiligen Georg.

## Inhalt und Technik
Das Bild zeigt im unteren Viertel den schwarz gerüsteten Heiligen auf weißem Pferd und daneben einen eher unscheinbaren roten Drachen. Das Pferd erschrickt vor dem Untier, das Georg mit gesenkter Lanze starr betrachtet. Den restlichen Raum füllt größtenteils Laubwerk aus; in der rechten unteren Bildhälfte lichtet sich der Wald und gibt den Blick auf eine Landschaft mit Feldern und Bergen frei. Das kleinformatige Bild ist mit Ölfarben auf Pergament gemalt; eine solche Kombination ist recht ungewöhnlich. Altdorfer verwendet die seit dem 16. Jahrhundert bekannte Alla-Prima-Technik, die auf schichtweisen Aufbau, also Untermalung und Lasur, verzichtet, nur die gelbgrünen Laubschnörkel sind ins Dunkel gemalt und die Glanzlichter darin gehöht.

## Geschichte und Deutung
Seit Beginn des 16. Jahrhunderts gewinnen Landschaftsdarstellungen immer mehr an Bedeutung und religiös/mythologische Motive treten in den Hintergrund, auch Altdorfer scheint die Naturdarstellung bevorzugt zu haben. Er wählt überdies einen Wald als Schauplatz und nicht etwa den Platz vor einer Höhle oder eines Sees, auch trifft sein Georg auf den Drachen, aber tötet ihn nicht. Schließlich fehlt die Königstochter Margarete, die der Heilige rettet. Der Entschluss Altdorfers, die Szene in einen Wald zu verlegen, könnte teilweise auf die Legenda aurea zurückgehen: Dort heißt die bedrohte Stadt Silena und ihre Einwohner Silenen. Dies dürfte eine Umdeutung der ehedem waldbewohnenden kentaurenähnlichen Elementargeister der Satyroi und der Silenoi sein, seit dem 4. Jahrhundert ist außerdem der Waldgott Silenos bekannt, der Lehrer des Dionysios.

Konventionellere Darstellung: Sankt Georg und der Drache (Paolo Uccello, um 1470)

Der Umstand, dass Georg den Drachen nicht bekämpft, sondern starr betrachtet, kann ein Bezug auf den griechischen Drachentötermythos des Kadmos sein, denn darin wird eine fatale Prophezeiung ausgesprochen:  In den Metamorphosen des Ovid wird erzählt, dass Jupiter in Gestalt eines weißen Stieres Europa, die Tochter des Agenor, entführt hatte. König Agenor schickte nun seinen Sohn Kadmos aus und befahl ihm nur dann zurückzukehren, wenn er Europa gefunden hätte. Nach langer erfolgloser Suche nahm der nunmehr Verbannte das unberührte Land Böotien als neue Heimat in Besitz. In einem dichten Wald erstach er eine riesige Schlange des Mars, die zuvor seine Diener getötet hatte.
Während der Sieger den Raum des bewältigten Feindes betrachtet,

Scholl urplötzlich ein Ruf - nicht war zu erkennen, von wannen;

Aber er scholl -: „Was schaust du, Sohn des Agenor, die Schlange,

Die du erlegt? Auch du wirst bald als Schlange geschauet.“
Tatsächlich wird am Ende seines Lebens Kadmos zusammen mit seiner Frau Harmonia in eine Schlange verwandelt.

## Die Drachentöterlegende des Georg
Jacobus de Voragine berichtet in seiner Legenda aurea, dass ein Drache in Libyen nahe der Stadt Silena in einem meergroßen See gehaust habe. Als die Städter hinauszogen, um ihn zu töten, kam der Drache bis zu den Stadtmauern und tötete viele mit seinem Gifthauch. Um das Untier zu besänftigen, beschlossen die Bewohner, ihm täglich zwei Schafe zu opfern und als die Tiere knapp wurden, ein Schaf und einen Menschen. Eines Tages fiel das Los auf die jungfräuliche Königstochter. Der Herrscher wollte dies verweigern, aber das Volk drohte, dafür sein Schloss anzuzünden. Die Königstochter wurde zu einem Felsen am Seeufer gebracht, wo sie ihr Schicksal erwarten sollte. Dort ritt der aus kappadokischem Geschlecht stammende Georg vorbei, dem sie alles erzählte. Trotz ihrer eindringlichen Warnungen beschloss Georg das Untier zu töten. Als dieses aus dem See kroch, ritt er darauf zu und machte es mit einem Lanzenstich vorerst unschädlich. Nun legte die Königstochter auf Geheiß Georgs ihren Gürtel um den Hals des Ungeheuers und führte es in die Stadt. Die Städter flohen panisch, aber Georg bot an den Drachen zu töten, wenn sich alle taufen ließen. Nachdem 20.000 Bewohner, Frauen und Kinder nicht mitgezählt, getauft waren, tötete Georg das Untier mit dem Schwert und befahl, den Kadaver aus der Stadt zu schaffen. Dazu waren vier Ochsenpaare nötig. Der König ließ zu Ehren der Muttergottes und Georgs eine Kirche errichten, aus deren Altar eine Heilquelle sprudelte. Georg selbst jedoch ließ alle Geldgeschenke des Königs den Armen geben und trug ihm auf, Kirche und Priester zu beschützen, die Heilige Messe zu hören und den Armen Almosen zu geben. Danach ritt er davon.
Voragine erwähnt anschließend eine weitere Version, nach der Georg den Drachen sofort getötet habe, als dieser die Königstochter angriff.